# Messier 39
Messier 39 (również M39 lub NGC 7092) – gromada otwarta znajdująca się w gwiazdozbiorze Łabędzia. Prawdopodobnie odkrył ją Arystoteles około 325 roku p.n.e. Niezależnie odkrył ją Charles Messier w 1764 roku (w katalogu Messiera od 24 października 1764).
M39 znajduje się w odległości ok. 825 lat świetlnych (ok. 253 parseków) od Ziemi, zbliża się z prędkością 28 km/s. Średnicę określa się na ok. 7 lat świetlnych. Jasność obserwowana wynosi 4,6m. Według różnych szacunków wiek gromady wynosi od 230 do 300 milionów lat.
M39 zawiera ok. 50–100 gwiazd. Najjaśniejsza z nich ma jasność obserwowaną 6,83m i należy do typu widmowego A0.
Przy sprzyjających warunkach gromadę można zauważyć gołym okiem. W większości przypadków do obserwacji wystarczy mała lornetka. Aby ją odnaleźć na niebie, najpierw należy zlokalizować najjaśniejszą gwiazdę gwiazdozbioru Łabędzia – Deneb, a następnie Rho Cygni o jasności 4m, położoną ok. 9° na wschód. Gromada znajduje się 3° na północ i 1/4° na zachód od tej gwiazdy.